# Quesnelia humilis
Quesnelia humilis är en gräsväxtart som beskrevs av Carl Christian Mez. Quesnelia humilis ingår i släktet Quesnelia och familjen Bromeliaceae. Inga underarter finns listade i Catalogue of Life.

## Bildgalleri

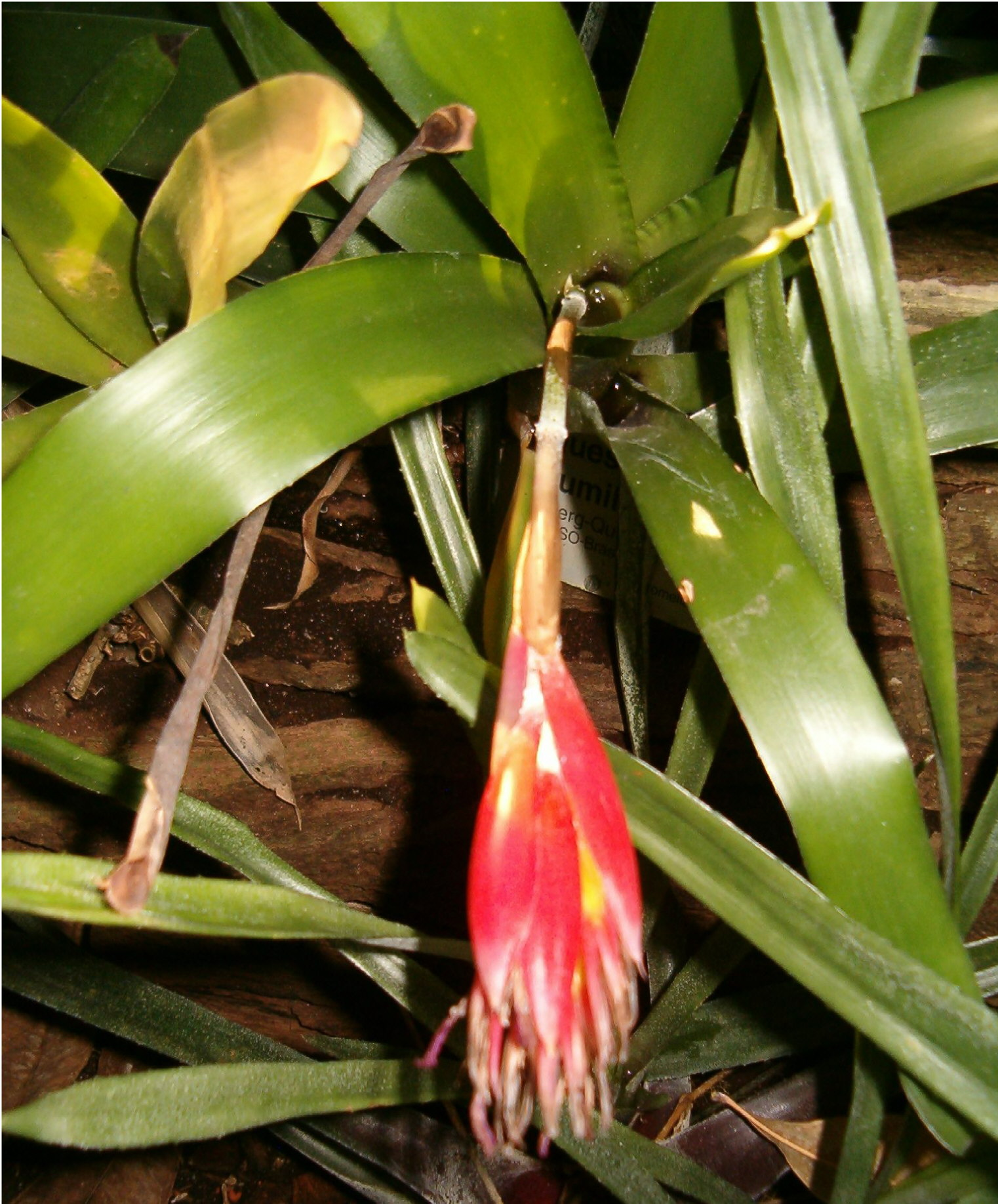